# Tỉ lệ tổn thất tương ứng
Tỉ lệ tổn thất tương ứng (tiếng Anh: Loss exchange ratio) hay tỉ lệ thiệt hại là cách đo hiệu suất chiến đấu trong chiến tranh tiêu hao.
Khái niệm được sử dụng để so sánh mức độ tổn thất giữa hai bên trong một cuộc chiến tranh như tỉ lệ thiệt hại giữa Đức và Liên Xô, hay so sánh tổn thất không quân giữa Đồng minh và phe Trục.
Trong Chiến tranh Đông Dương lần thứ nhất, các lãnh đạo của Việt Minh đã nói với người Pháp rằng "Các ông giết 10 người của chúng tôi, chúng tôi giết 1 người của ông, nhưng cuối cùng các ông sẽ là người kiệt sức." Cuối cùng quân Pháp đã rút lui trong thất bại mặc dù quân đội Việt Minh tổn thất lớn hơn.

### Sách
- Christopher A. Lawrence (2017). War by Numbers: Understanding Conventional Combat. U of Nebraska Press. ISBN 9781612348865.
- John J. McGrath (2005). An Army at War: Change in the Midst of Conflict (The Proceedings of the Combat Studies Institue [sic] 2005 Military History Symposium). DIANE Publishing. ISBN 9781428916258.